# Watutino (Kaliningrad, Nesterow)
Watutino (russisch Ватутино, deutsch Tutschen, lit. Tučiai) ist ein Ort in der russischen Oblast Kaliningrad. Er gehört zur kommunalen Selbstverwaltungseinheit Stadtkreis Nesterow im Rajon Nesterow.

## Geographische Lage
Watutino liegt im Nordwesten des Rajon Nesterow, 13 Kilometer nordwestlich der Rajonstadt. Durch den Ort verläuft die Kommunalstraße 27K-397 von Sadowoje (Jentkutkampen/Burgkampen) nach Furmanowka (Kattenau) mit Anschluss an die Fernstraße A 229. Die nächste Bahnstation ist Diwnoje-Nowoje (Trakehnen) an der Bahnstrecke Kaliningrad–Tschernyschewskoje.

## Geschichte
Als am 24. Juni 1874 der Amtsbezirk Kattenau  gebildet wurde, war Tutschen eine der zehn Landgemeinden und Gutsbezirke, die eingegliedert waren. Bis 1945 war Tutschen eine Gemeinde im Landkreis Stallupönen (1938–1945 Ebenrode) und im Regierungsbezirk Gumbinnen der preußischen Provinz Ostpreußen.
Nach 1945 kam Tutschen unter sowjetische Administration. Im Jahr 1947 erhielt der Ort die russische Bezeichnung Watutino und wurde gleichzeitig in den Dorfsowjet Sawetinski selski Sowet im Rajon Nesterow eingeordnet. Zeitweise war Watutino selber Verwaltungssitz dieses Dorfsowjets. Von 2008 bis 2018 gehörte der Ort zur Landgemeinde Iljuschinskoje selskoje posselenije und seither zum Stadtkreis Nesterow.

### Einwohnerentwicklung
| Jahr | Einwohner |
| ---- | --------- |
| 1910 | 498       |
| 1933 | 500       |
| 1939 | 471       |
| 2002 | 162       |
| 2010 | 203       |

## Kirche
Die überwiegend evangelische Bevölkerung von Tutschen war vor 1945 in das Kirchspiel Kattenau eingepfarrt. Es gehörte zum Kirchenkreis Stallupönen (1938–1945 Ebenrode) innerhalb der Kirchenprovinz Ostpreußen der Kirche der Altpreußischen Union. Der letzte deutsche Geistliche war Pfarrer Klaus Wegner.
Seit den 1990er Jahren gibt es in der 20 Kilometer entfernten Stadt Gussew (Gumbinnen) wieder eine evangelische Gemeinde, deren Gotteshaus die Salzburger Kirche ist und zur Propstei Kaliningrad in der Evangelisch-Lutherischen Kirche Europäisches Russland (ELKER) gehört.